# تپه کندوان ۲
تپه کندوان ۲ مربوط به دوره اشکانیان - دوره ساسانیان - دوران‌های تاریخی پس از اسلام است و در شهرستان میانه، بخش کندوان، روستای کندوان واقع شده و این اثر در تاریخ ۲۴ تیر ۱۳۸۲ با شمارهٔ ثبت ۹۲۰۳ به‌عنوان یکی از آثار ملی ایران به ثبت رسیده است.